# Romblon (kommun)

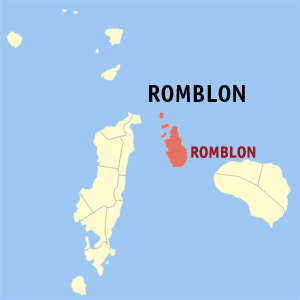
Romblons läge i provinsen Romblon

Romblon är en ort i Filippinerna som är administrativ huvudort för provinsen Romblon, belägen i regionen MIMAROPA.
Romblon räknas officiellt inte som stad utan är en kommun. Kommunen är indelad i 31 smådistrikt, barangayer, varav 23 är klassificerade som landsbygdsdistrikt och 8 som tätortsdistrikt. Hela kommunen har 36 612 invånare (folkräkning 1 maj 2000) varav ungefär 11 000 invånare bor i centralorten.